# 쑤파얄랏
쑤파얄랏(버마어: စုဖုရားလတ် 쑤파얄랏; 1859년 12월 13일 ~ 1925년 11월 24일)은 버마 꼰바웅 왕국 띠버왕의 왕후이자 버마 역사의 마지막 왕후이다.

## 생애
쑤파얄랏은 1859년 12월 13일 만덜레 왕궁에서 밍둥왕과 싱뷰마싱 왕후 사이에서 태어났다. 쑤파야지와 쑤파얄레의 순혈 자매이다. 왕실 칭호는 띠리뚜리야쁘라바라따나데위(သီရိသူရိယပြဘရတနာဒေဝီ)이다.

## 스스로 기름부은 왕후

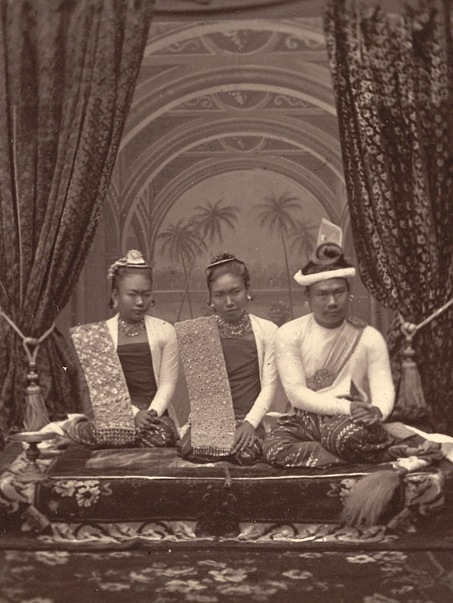
띠버왕 옆에 있는 쑤파얄랏 왕후과 쑤파얄레 왕비

밍둥왕의 다른 세 왕비는 자식이 없었고, 싱뷰마싱 왕후는 추장인 쌧짜데위 왕후가 죽은 후 더욱 강력해졌다. 반면에 띠버 왕자는 중궁 왕후인 라웅셰 왕후의 아들이었다. 그러나 그는 불교 경전을 배웠고 선교사인 마크 박사에게 교육을 받았으며 밍둥왕이 가장 좋아하는 아들 중 한 명이 되었다.

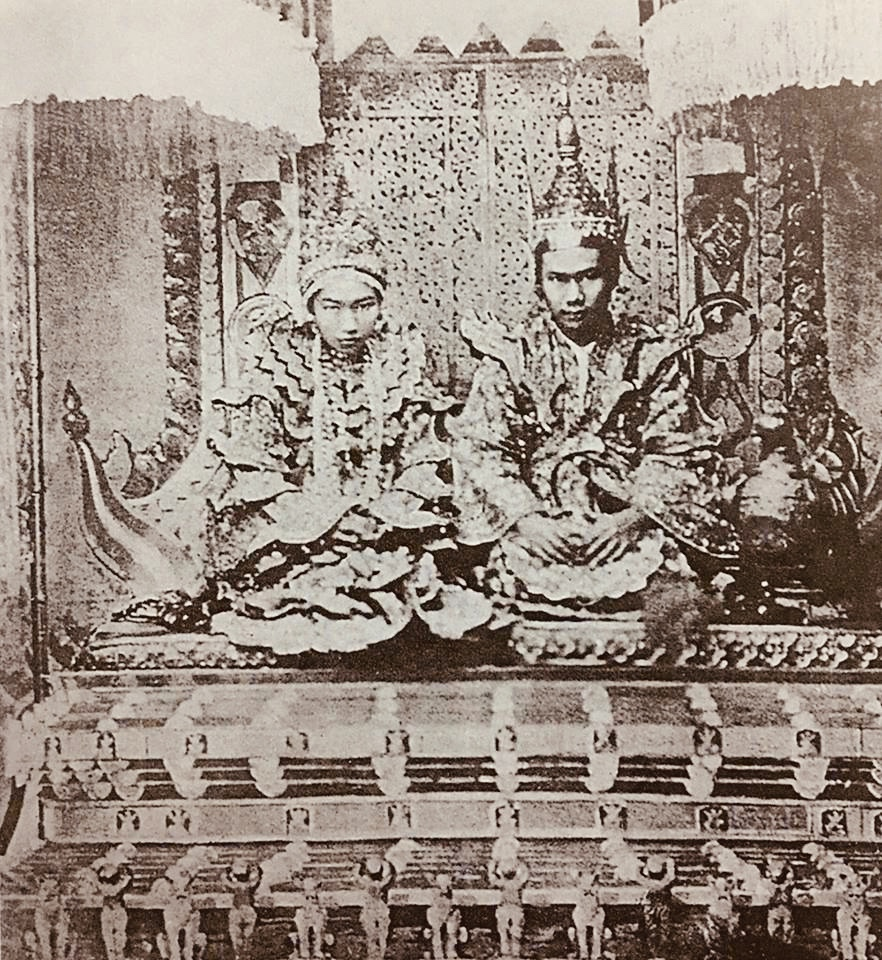
만달레 왕궁의 사자좌(သီဟာသနပလ္လင်)에 앉아 있는 띠버왕과 쑤파얄랏 왕후

## 망명

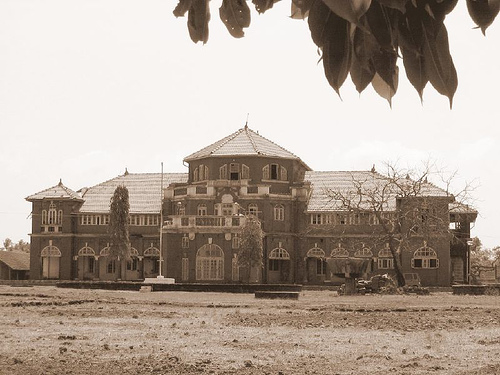
쑤파얄랏 왕후와 왕실 가족이 유배되었던 라트나기리의 벽돌 궁전

띠버왕이 3차 영국-버마 전쟁에서 패하고 1885년 영국에 의해 퇴위당했을 때 그들의 통치는 단 7년 동안 지속되었다. 1885년 11월 25일 그들은 덮개가 있는 마차에 실려 만달레 궁전을 떠나 성벽으로 둘러싸인 도시의 남쪽 문 옆에 있는 영국군과 그들의 울부짖는 신하들이 늘어선 거리를 따라 수리야(태양)라는 증기선이 기다리고 있는 에야와디강으로 향했다. 띠버왕은 27세, 쑤파얄랏은 26세였다.

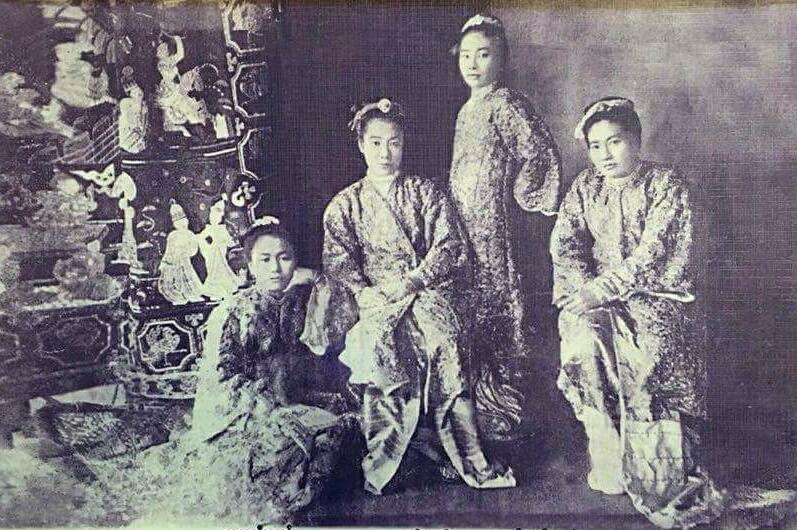
띠버왕과 쑤파얄랏의 네 딸, 먓프야갈레, 먓파야찌, 먓파얄랏, 먓파야